# Cynanchum mevei
Cynanchum mevei är en oleanderväxtart som beskrevs av S. Liede. Cynanchum mevei ingår i släktet Cynanchum och familjen oleanderväxter. Inga underarter finns listade i Catalogue of Life.